# Баландинська сільська рада (Асекеєвський район)
Бала́ндинська сільська рада (рос. Баландинский сельский совет) — сільське поселення у складі Асекеєвського району Оренбурзької області Росії.
Адміністративний центр — село Баландино.

## Населення
Населення — 424 особи (2019; 599 в 2010, 778 у 2002).

## Склад
До складу сільської ради входять:
| Населений пункт   | Населення, осіб (2002) | Населення, осіб (2010) |
| ----------------- | ---------------------- | ---------------------- |
| Баландино, село   | 645                    | 523                    |
| Казанка, присілок | 133                    | 76                     |